# Pelourinho de Aguada de Cima
O Pelourinho de Aguada de Cima localizava-se na freguesia de Aguada de Cima, no município de Águeda, distrito de Aveiro, em Portugal. Encontra-se classificado como Imóvel de Interesse Público desde 1933.

## Características
Apresenta fuste octognal, onde se inscreve a figura da deusa da sabedoria, e capitel de secção quadrangular com as cinco quinas gravadas numa das faces e escudos heráldicos em duas outras. O remate é de secção octognal encimado por uma coroa.[carece de fontes?]